# Gambsheim
Gambsheim, Gambse  en alsacien, est une commune française située dans la circonscription administrative du Bas-Rhin et, depuis le 1er janvier 2021, dans le territoire de la collectivité européenne d'Alsace, en région Grand Est.

## Géographie

### Localisation
Gambsheim, avec ses 1 736 hectares (17,36 km2), fait partie des agglomérations du Ried du Nord qui s’égrènent le long du Rhin. La commune est éloignée de 18 km de la capitale alsacienne Strasbourg et de 1 km du fleuve le Rhin. Son altitude oscille entre 128 et 131 mètres. Au dernier recensement en 2020, le bourg comptait plus de 5 164 habitants. À partir du 19 janvier 2023, le recensement de la population va être refait. Le risque de conurbation entre Gambsheim, Kilstett et la Wantzenau est élevé selon l'ADEUS.

### Hydrographie

#### Réseau hydrographique
La commune est dans le bassin versant du Rhin au sein du bassin Rhin-Meuse. Elle est drainée par le Grand canal d'Alsace, le Rhin, l'Ill, le ruisseau le Landgraben, le ruisseau le Muhlrhein, le ruisseau le Giessen et le ruisseau le Kleingraben,.
Le Grand canal d'Alsace, d'une longueur de 93 km, prend sa source dans la commune de Schœnau et se jette  dans 0 à Erstein, après avoir traversé 31 communes.
Le Rhin, long de 1 233 km est le plus long fleuve se déversant dans la mer du Nord et de l'une des voies navigables les plus fréquentées du monde. Il traverse la Suisse, l'Autriche, l'Allemagne et les Pays-Bas et marque la frontière entre l'Allemagne et la France. Les caractéristiques hydrologiques du Rhin sont données par la station hydrologique située sur la commune de Strasbourg. Le débit moyen mensuel est de 1 080 m3/s. Le débit moyen journalier maximum est de 3 810 m3/s, atteint lors de la crue du 16 juillet 2021. Le débit instantané maximal est quant à lui de 4 000 m3/s, atteint le 17 juillet 2021.
L'Ill, d'une longueur de 217 km, prend sa source dans la commune de Winkel et se jette  dans le Grand Canal d'Alsace à Offendorf, après avoir traversé 68 communes.
Le Landgraben, d'une longueur de 41 km, prend sa source dans la commune de Berstett et se jette  dans la Moder à Dalhunden, après avoir traversé onze communes.

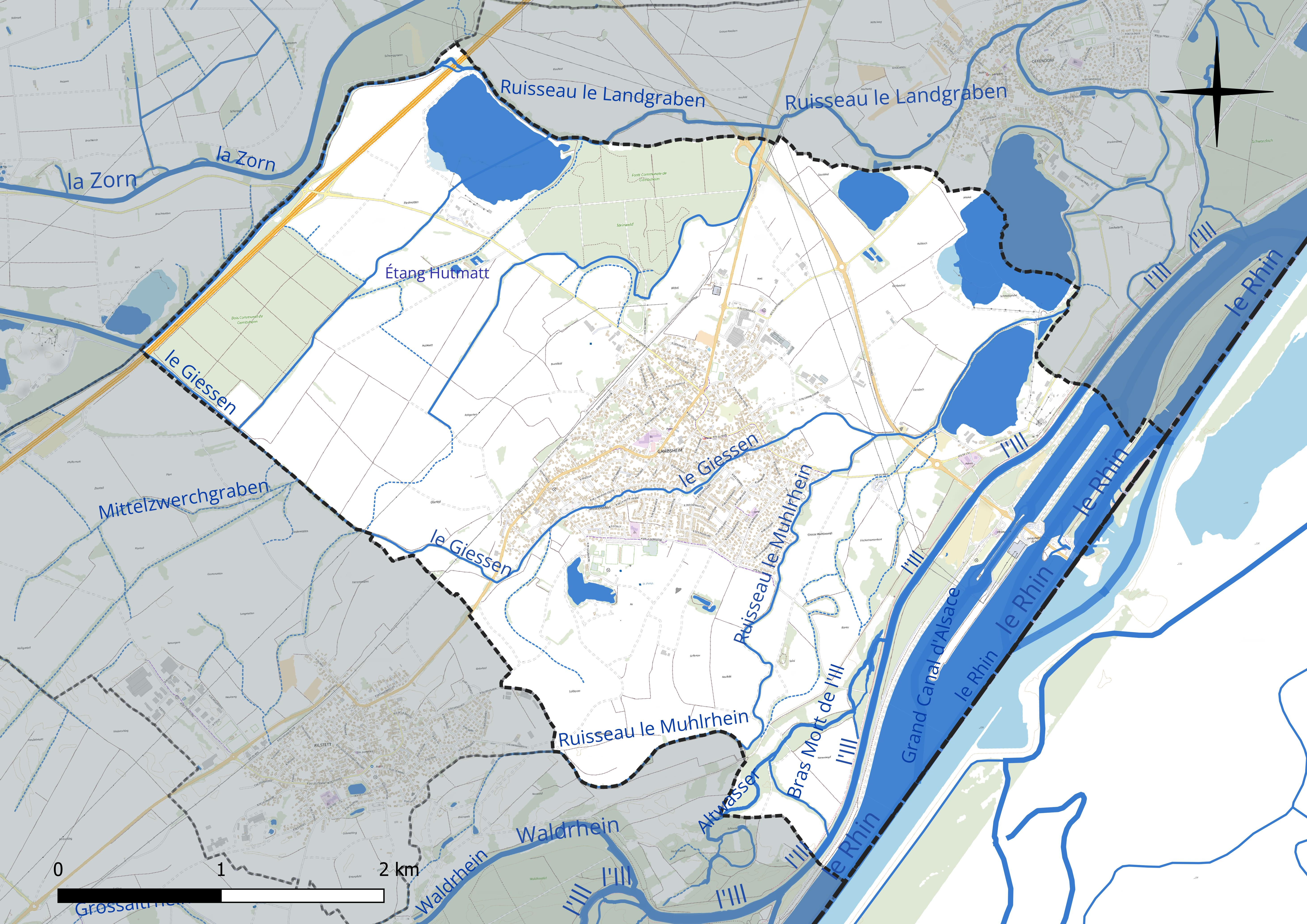
Réseau hydrographique de Gambsheim.

Un plan d'eau complète le réseau hydrographique : l'étang Hutmatt (0,2 ha),.

#### Gestion et qualité des eaux
Le territoire communal est couvert par le schéma d'aménagement et de gestion des eaux (SAGE) « Ill Nappe Rhin ». Ce document de planification concerne la nappe phréatique rhénane, les cours d'eau de la plaine d'Alsace et du piémont oriental du Sundgau, les canaux situés entre l'Ill et le Rhin et les zones humides de la plaine d'Alsace. Le périmètre s’étend sur 3 596 km2. Il a été approuvé le 17 janvier 2005. La structure porteuse de l'élaboration et de la mise en œuvre est la région Grand Est.
La qualité des cours d’eau peut être consultée sur un site dédié géré par les agences de l’eau et l’Agence française pour la biodiversité.

### Climat
Pour des articles plus généraux, voir Climat du Grand Est et Climat du Bas-Rhin.
En 2010, le climat de la commune est de type climat des marges montargnardes, selon une étude du Centre national de la recherche scientifique s'appuyant sur une série de données couvrant la période 1971-2000. En 2020, Météo-France publie une typologie des climats de la France métropolitaine dans laquelle la commune est exposée à un climat semi-continental et est dans la région climatique  Alsace, caractérisée par une pluviométrie faible, particulièrement en automne et en hiver, un été chaud et bien ensoleillé, une humidité de l’air basse au printemps et en été, des vents faibles et des brouillards fréquents en automne (25 à 30 jours).
Pour la période 1971-2000, la température annuelle moyenne est de 10,7 °C, avec une amplitude thermique annuelle de 17,9 °C. Le cumul annuel moyen de précipitations est de 765 mm, avec 9,7 jours de précipitations en janvier et 10,1 jours en juillet. Pour la période 1991-2020, la température moyenne annuelle observée sur la station météorologique de Météo-France la plus proche, « Waltenheim-sur-zorn », sur la commune de Waltenheim-sur-Zorn à 20 km à vol d'oiseau, est de 11,3 °C et le cumul annuel moyen de précipitations est de 652,2 mm. 
La température maximale relevée sur cette station est de 38 °C, atteinte le 7 août 2015 ; la température minimale est de −14,9 °C, atteinte le 20 décembre 2009,,.
Les paramètres climatiques de la commune ont été estimés pour le milieu du siècle (2041-2070) selon différents scénarios d'émission de gaz à effet de serre à partir des nouvelles projections climatiques de référence DRIAS-2020. Ils sont consultables sur un site dédié publié par Météo-France en novembre 2022.

## Urbanisme

### Typologie
Au 1er janvier 2024, Gambsheim est catégorisée petite ville, selon la nouvelle grille communale de densité à sept niveaux définie par l'Insee en 2022.
Elle appartient à l'unité urbaine de Gambsheim, une unité urbaine monocommunale constituant une ville isolée,. Par ailleurs la commune fait partie de l'aire d'attraction de Strasbourg (partie française), dont elle est une commune de la couronne,. Cette aire, qui regroupe 268 communes, est catégorisée dans les aires de 700 000 habitants ou plus (hors Paris),.

### Occupation des sols
L'occupation des sols de la commune, telle qu'elle ressort de la base de données européenne d’occupation biophysique des sols Corine Land Cover (CLC), est marquée par l'importance des territoires agricoles (60,3 % en 2018), en diminution par rapport à 1990 (65,9 %). La répartition détaillée en 2018 est la suivante : 
terres arables (53,9 %), eaux continentales (15 %), zones urbanisées (11 %), forêts (9,7 %), zones agricoles hétérogènes (6,4 %), zones industrielles ou commerciales et réseaux de communication (2,6 %), espaces verts artificialisés, non agricoles (1,5 %). L'évolution de l’occupation des sols de la commune et de ses infrastructures peut être observée sur les différentes représentations cartographiques du territoire : la carte de Cassini (XVIIIe siècle), la carte d'état-major (1820-1866) et les cartes ou photos aériennes de l'IGN pour la période actuelle (1950 à aujourd'hui).

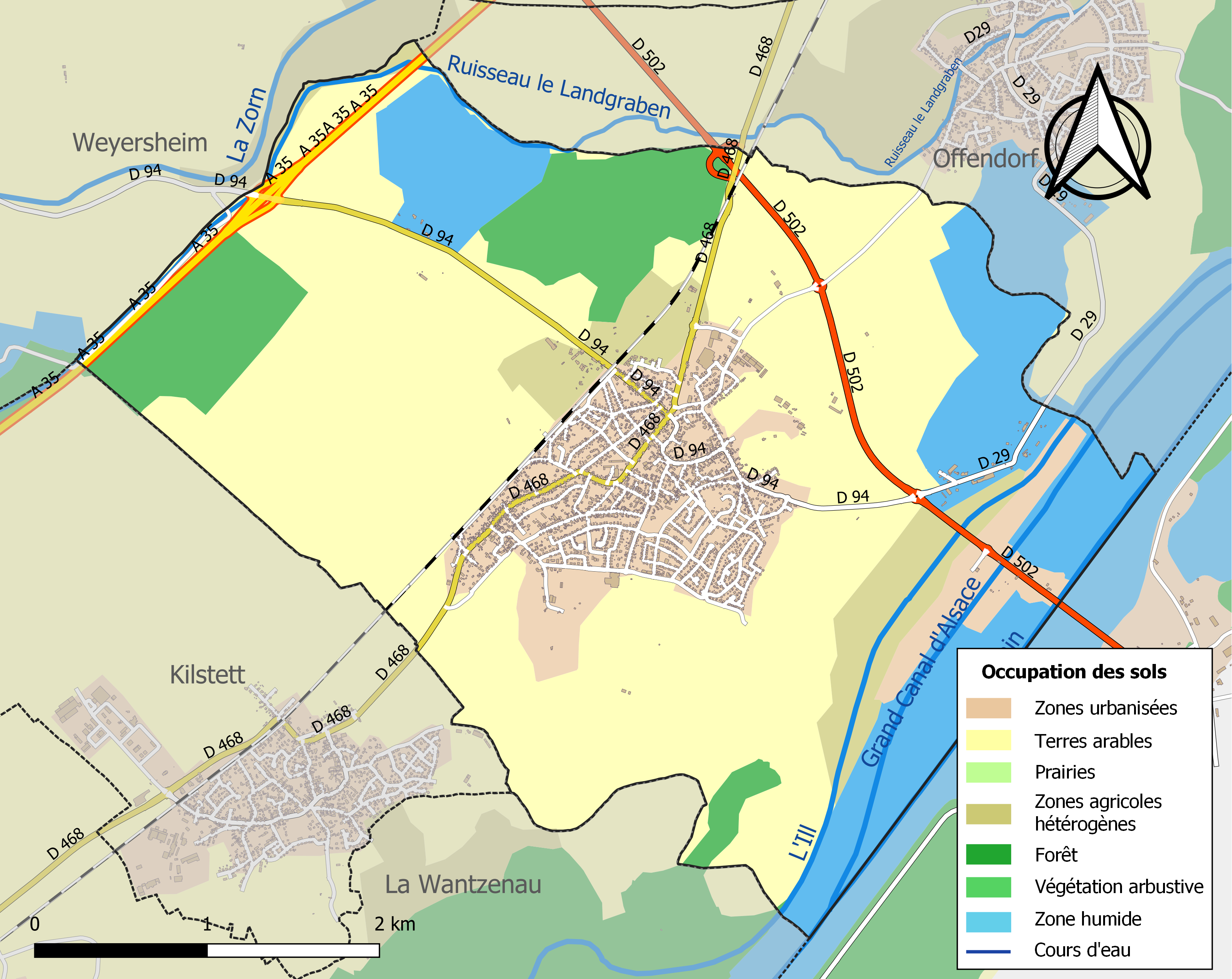
Carte des infrastructures et de l'occupation des sols de la commune en 2018 (CLC).

### Transports

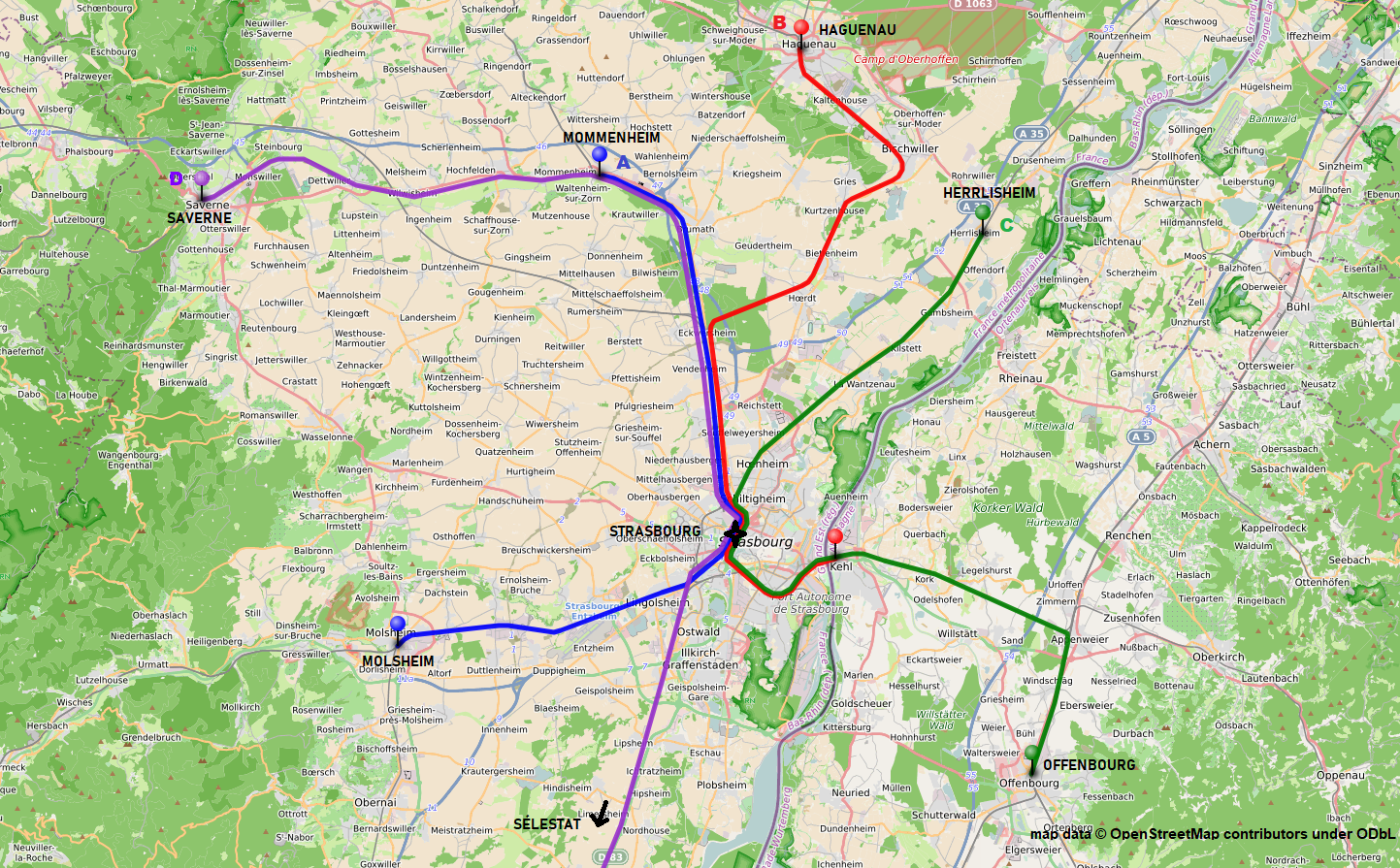
Réseau express métropolitain (REM), d'après l'association ASTUS.

Depuis 1975, le barrage hydro-électrique de Gambsheim, réalisation franco-allemande, comprend une liaison routière entre les deux pays. Sur le musoir central de la voie routière surmontant le barrage, un monument dédié à Robert Schuman commémore cette première réalisation des deux États.
La commune est une étape sur la Véloroute Rhin EV 15 (1 320 km) qui relie la source du Rhin, située à Andermatt en Suisse, à son embouchure à Rotterdam.
Elle est située sur l'autoroute A35 et sur l'axe ferroviaire Strasbourg-Lauterbourg.

## Environnement
La commune abrite l'une des deux plus grandes passes à poisson d'Europe (en 2013) (l'autre étant celle d'Iffezheim un peu plus en aval, côté allemand). Elle trouve son origine dans un accord franco-allemand visant le retour et/ou la réintroduction des saumons et autres migrateurs après la pollution du Rhin par l'accident de l'usine Sandoz. Cette passe située à 15 km au nord de Strasbourg a été construite après celle d'iffezheim, en bénéficiant de son retour d'expérience. Son « débit d'attrait » est de 15 m3/s (pour un dénivelé de 10 mètres). Elle contient un dispositif de piégeage, un système de vidéosurveillance (qui a notamment permis de filmer la remontée de silures), et un espace d'accueil du public. Les travaux ont commencé en 2004 sous maîtrise d'œuvre du centre d'Ingénierie hydraulique d'EDF pour une mise en eau en mars 2006. 
Dans la continuité écologique de la passe d'Iffezheim, et dans le cadre du réseau écologique paneuropéen (récemment renommé « infrastructure verte »), et en France dans le cadre de la « trame bleue », dimension structurante de la trame verte et bleue, cette passe permet à certains poissons migrateurs de remonter plus près de sources et petites rivières considérées comme ayant un haut potentiel d'accueil de grands migrateurs. Selon les comptages, vers 2010, environ 20 000 poissons franchissent chaque année cet ouvrage (de 50 à 100 saumons, plus de 200 truites de mer et plusieurs centaines d’autres migrateurs). Ces chiffres sont encore modestes par rapport aux centaines de milliers ou millions de saumons pêchés chaque année sur certains fleuves dans les siècles précédents,, mais ils contribuent à se rapprocher des objectifs de « bon état écologique » de la directive cadre sur l'eau.

## Histoire

### Première citation
Le village, bâti dans un méandre du Rhin, est très ancien. C’est la proximité d’un passage à gué du fleuve qui a dû retenir les premiers habitants. Des trouvailles de l’âge de bronze, des époques gallo-romaine et mérovingienne confirment l’existence d’un habitat bien antérieur à sa première citation. C’est une charte du 16 avril 748 qui dénomme le lieu « Gamhpine ». Boron de la famille des Étichonides, duc d’Alsace, cède le village avec champs, prés, forêts et prairies aux moines du couvent de Honau situé sur une île du Rhin à 5 km en amont. En 884, l’empereur Charles le Gros, confirme cette donation et dénomme le village « Gamanesheim ». En même temps apparaît pour la première fois « Biura », Bettenhoffen, aujourd’hui englobé par Gambsheim. Le hameau tiendra le rôle de cité paroissiale jusqu’au lendemain de la Seconde Guerre mondiale. Nommé « Bethof » en 1265, il abritait déjà une église qui servait de paroisse à Gambsheim, Kilstett et Bettenhoffen.
Se trouvant au centre du village, la Mairie est l’une des rares d’Alsace à être construite entièrement en pans de bois et surmontée d’un beffroi. Une première maison communale appelée « die Laube » fut la proie des flammes dans le grand incendie de 1717. La maison communale fut reconstruite au même endroit mais subit des dommages durant l’invasion de 1813-14. La mairie actuelle fut construite en 1823 et porte une inscription sur le poteau d’angle. Jusqu’en 1954, le rez-de-chaussée servait d’école. Le bâtiment subit des dommages en 1945 et perdit son clocheton à bulbe d’oignon. Véritable joyau de notre village, elle fut modernisée à l’intérieur en 2008 pour la rendre à la fois plus fonctionnelle et plus accueillante, ce bâtiment public fait la fierté de toute la population.

### Donné en gage
En 1290, les moines quittèrent l’abbaye de Honau ruinée par les flots du Rhin pour s’établir sur une île du Rhin à Rhinau, les propriétés revinrent à l’évêque de Strasbourg qui les incorpora dans le bailliage de La Wantzenau. Par suite de difficulté, le village fut donné en gage en 1398 à Reinbold Huffel, chevalier, et à Nicolas Merschwin, prêteur de Strasbourg. En 1420, la moitié passa à Wirich de Hohenbourg et à Jean Knapp de Strasbourg pour la somme de 1 420 florins. L’autre moitié fut cédée en 1453 pour 1 300 florins à Conrad Bock, écuyer. La première moitié de cet engagement fut rachetée par le Grand Chapitre en 1435 et la seconde en 1468.

### Guerres et pillages
Par le passage de nombreuses troupes dans ce couloir rhénan, au cours de l’Histoire, la commune a beaucoup souffert. En 1388, les troupes du Margrave de Bade mettent le village en flammes. Durant la guerre des Voleurs en 1587, le village fut pillé, de même qu’en 1592 durant la guerre des Évêques. Mais la plus importante fut la guerre de Trente Ans. À l'approche de la soldatesque de Mansfeld en hiver 1622, la population se réfugia sur les îles du Rhin et en Pays de Bade et ne revint qu’à Noël. Quatre-vingts maisons et écuries furent incendiées. Lors de l’invasion suédoise en 1636, elle occupe à nouveau les îles du Rhin. Après les misères de cette guerre, la piété chrétienne dédia la chapelle au nord du village à la Vierge Douloureuse. Les courtes incursions de la guerre de Succession d’Espagne et d’Autriche au XVIIIe siècle rechasseront les villageois sur les îles du Rhin.
Durant la période révolutionnaire, le 1er décembre 1793, Desaix lance une attaque contre les Autrichiens qu’il repousse jusqu’à Offendorf ; et le 1 floréal de l’an V (20 avril 1797) les troupes de Moreau jetèrent un pont sur le Rhin à Gambsheim pour venir en aide à l’armée d’Italie.

### XXesiècle
Plus proche de nous, au début de la Seconde Guerre mondiale, toute la population fut évacuée en Haute-Vienne, et ce n’est qu’au mois d’août 1940 qu’elle retrouve son village. Pareil sort les attendra en janvier 1945, où tous les habitants furent déportés de l’autre côté du Rhin pour ne revenir qu’au mois d’avril. Plongée dans la guerre, fin novembre 1944, la commune libérée par les Américains le 8 décembre fut reconquise le 5 janvier 1945 par la « tête de pont de Gambsheim ». Durant les combats de novembre-décembre 1944 et de janvier 1945, le village fut très meurtri. Le gouvernement reconnaît les mérites des habitants de la commune de Gambsheim et la cite à l’ordre de « la Croix de Guerre avec étoile de vermeil ».
Il faudra vingt ans pour réparer et reconstruire la commune sinistrée. L’aspect typique qu’offrait le centre du village a beaucoup souffert. Quelques îlots de maisons alsaciennes et surtout place de la Mairie, sont très bien conservés. L’église de style baroque datant de 1763, fortement endommagée, ne fut plus reconstruite à Bettenhoffen mais au centre de la grande agglomération que l’urbaniste Fernand Guri a projetée. La nouvelle église et son campanile élancé est la plus belle œuvre réalisée par les reconstructeurs. L’église, entièrement réalisée avec l’or gris du sol de Gambsheim, ainsi que les ouvrages du bief, donnent aux visiteurs le vrai cachet d’une commune rhénane.
Dans les années 70, la construction de deux réacteurs nucléaires avait été envisagée, pour finalement être abandonnée.

### Héraldique
| Blason de Gambsheim | Blason  | De gueules au fer de flèche d'or. |
| Blason de Gambsheim | Détails | Les armoiries de la commune « de gueules au fer de flèche d’or posé en pal » figurent sur un sceau communal de l’année 1588. Un premier blason attribué en 1697 à la « communauté de Gambsheim » comportait saint Nazaire et saint Celse, les patrons de la paroisse. Un nouveau blason redessiné conforme à l’ancien paru en 1900 fut employé par la municipalité jusqu’en 1965. Après la Seconde Guerre mondiale, sur proposition de la commission héraldique départementale, les armoiries furent simplifiées en ne retenant que le « fer de flèche ». Depuis 1948, son écu est orné de la « Croix de Guerre avec Étoile de Vermeil ». |

## Politique et administration

### Liste des maires
| Période                                  | Période                    | Identité                                       | Étiquette | Qualité |
| ---------------------------------------- | -------------------------- | ---------------------------------------------- | --------- | --- |
| Les données manquantes sont à compléter. |                            |                                                |           | |
| juin 1800                                | 21 août 1809               | Joseph Barthelmé                               |           | |
| 21 août 1809                             | 5 août 1810                | Michel Box                                     |           | |
| 5 août 1810                              | 27 mai 1815                | Jean-Baptiste Grivet                           |           | |
| 27 mai 1815                              | 15 août 1815               | Joseph Barthelmé                               |           | |
| 28 août 1815                             | 23 avril 1816              | Jean-Baptiste Grivet                           |           | |
| 16 mai 1816                              | 19 juin 1821               | Xavier Derivaux                                |           | |
| 3 juillet 1821                           | 19 mars 1825               | Jean-Georges Muntzer                           |           | |
| 24 mai 1825                              | 9 janvier 1826             | Joseph Oberlé                                  |           | |
| 30 janvier 1826                          | 11 décembre 1831           | Augustin Schroeder                             |           | |
| 11 décembre 1831                         | 11 janvier 1835            | Joseph Antoine Freyder                         |           | |
| 11 janvier 1835                          | 23 juillet 1837            | Xavier Jung                                    |           | |
| 23 juillet 1837                          | 23 juillet 1843            | Laurent Riebel                                 |           | |
| 23 juillet 1843                          | 16 août 1848               | Joseph Antoine Freyder                         |           | |
| 16 août 1848                             | 17 décembre 1851           | Xavier Kientz                                  |           | |
| 17 décembre 1851                         | 23 janvier 1859            | Joseph Antoine Freyder                         |           | |
| 23 janvier 1859                          | 1er septembre 1865         | François-Xavier Vix                            |           | |
| 7 septembre 1865                         | 19 avril 1871              | François-Xavier Zimmer                         |           | |
| 20 novembre 1871                         | 9 février 1882             | Jean-Baptiste Schohn                           |           | |
| 9 février 1882                           | 16 décembre 1919           | Joseph Zimmer                                  |           | |
| 26 décembre 1919                         | 10 mai 1928                | Romain Ebel                                    |           | |
| 18 mai 1928                              | 3 septembre 1939           | Charles Acker                                  |           | |
| 15 novembre 1940                         | 25 mai 1944                | Charles Zilliox                                |           | |
| 25 mai 1944                              | 25 novembre 1944           | Paul Guck                                      |           | |
| 8 décembre 1944                          | 24 mars 1965               | Victor Jung                                    | MRP       | Agriculteur |
| 24 mars 1965                             | 9 octobre 1974 (démission) | Raymond Nonn                                   |           | Médecin |
| 9 octobre 1974                           | 23 octobre 1977            | Robert Jund                                    |           | Premier adjoint au maire (1965 → 1974)                                                                                       |
| Les données manquantes sont à compléter. |                            |                                                |           | |
| 11 mars 1983                             | 17 mars 2001               | Paul Hommel (1935-2024)                        |           | Maire honoraire |
| 17 mars 2001                             | En cours (au 31 mai 2020)  | Hubert Hoffmann Réélu pour le mandat 2020-2026 | DVD       | Cadre du secteur public Président de la CC de Gambsheim-Kilstett (? → 2014) Vice-président de la CC du Pays Rhénan (2014 → ) |

### Jumelage
Rheinau (RFA) depuis le 22 juin 2019

## Démographie
L'évolution du nombre d'habitants est connue à travers les recensements de la population effectués dans la commune depuis 1793. Pour les communes de moins de 10 000 habitants, une enquête de recensement portant sur toute la population est réalisée tous les cinq ans, les populations de référence des années intermédiaires étant quant à elles estimées par interpolation ou extrapolation. Pour la commune, le premier recensement exhaustif entrant dans le cadre du nouveau dispositif a été réalisé en 2007.

En 2022, la commune comptait 5 263 habitants, en évolution de +9,55 % par rapport à 2016 (Bas-Rhin : +3,17 %, France hors Mayotte : +2,11 %).
| 1793  | 1800  | 1806  | 1821  | 1831  | 1836  | 1841  | 1846  | 1851  |
| ----- | ----- | ----- | ----- | ----- | ----- | ----- | ----- | ----- |
| 1 245 | 1 223 | 1 187 | 1 533 | 1 725 | 1 842 | 1 905 | 1 967 | 2 016 |

| 1856  | 1861  | 1866  | 1871  | 1875  | 1880  | 1885  | 1890  | 1895  |
| ----- | ----- | ----- | ----- | ----- | ----- | ----- | ----- | ----- |
| 1 897 | 2 011 | 2 025 | 1 900 | 1 870 | 1 918 | 1 883 | 1 913 | 1 909 |

| 1900  | 1905  | 1910  | 1921  | 1926  | 1931  | 1936  | 1946  | 1954  |
| ----- | ----- | ----- | ----- | ----- | ----- | ----- | ----- | ----- |
| 1 920 | 1 991 | 2 069 | 2 173 | 2 320 | 2 366 | 2 286 | 2 131 | 2 406 |

| 1962  | 1968  | 1975  | 1982  | 1990  | 1999  | 2006  | 2007  | 2012  |
| ----- | ----- | ----- | ----- | ----- | ----- | ----- | ----- | ----- |
| 2 834 | 3 142 | 3 813 | 3 948 | 3 707 | 3 858 | 4 312 | 4 377 | 4 572 |

| 2017  | 2022  | - | - | - | - | - | - | - |
| ----- | ----- | - | - | - | - | - | - | - |
| 4 883 | 5 263 | - | - | - | - | - | - | - |

## Lieux et monuments
- Église Saints-Nazaire-et-Celse.
- Plan d'eau le Massetti.
- La passe à poissons sur le Rhin[34].
- Écluses de Gambsheim[35].
- Barrage hydroélectrique de Gambsheim, sur le Rhin. Mise en service en 1967, elle fournit une puissance de 141 MW.
- Centre sportif et culturel l'EcRhin[36]

## Personnalités liées à la commune
- Ignace Leybach (1817-1891), compositeur, pianiste, organiste, y est né.